# Arthur Fobert
Arthur Fobert, né le 2 novembre 1992 à Croix, est un coureur cycliste amateur français, actif de 2011 à 2015.

## Biographie
Il commence le cyclisme en amateur en 2011 à l'Entente cycliste Raismes Petite-Forêt basée à Raismes.
En 2014, il participe à la 5e édition de la Ronde pévéloise, à la 11e édition de la Gooikse Pijl et au Grand Prix de Lillers-Souvenir Bruno Comini où il se classe 36e.

## Palmarès
- 2013
  - 3e du Grand Prix de Boussières-sur-Sambre
- 2014
  - 2e du Grand Prix de Gouy-sous-Bellonne
  - 3e du Circuit du Port de Dunkerque
- 2015
  - Grand Prix d'Assevent
  - 3e du Grand Prix d'Houdain